# Механобр
Механо́бр (Научно-исследовательский и проектный институт механической обработки полезных ископаемых «Механобр») — научно-исследовательский институт в Санкт-Петербурге, созданный в 1920 году на базе выделенного из Горного института проектного бюро по изучению вопросов механической обработки полезных ископаемых. В начале 1990-х годов на базе института были созданы акционерные общества «Научно-производственная корпорация „Механобр-техника“» и «Механобр инжиниринг».
Основная специализация института — научные исследования и опытно-конструкторские, проектные и конструкторские работы в области обогащения полезных ископаемых. Также институт занимается разработкой и внедрением в производство методов опробования руд, средств контроля и автоматизации технологических процессов обогащения.

## История
В 1915 году в Санкт-Петербурге под руководством профессора Г. О. Чечотта при Горном институте была создана экспериментальная станция, лаборатория и проектное бюро для исследований в области механической обработки полезных ископаемых. В 1920 году на этой базе был образован институт механической обработки полезных ископаемых «Механобр». Официальный статус организация получила 7 февраля того же года постановлением Коллегии горного совета ВСНХ РСФСР. В 1925 году постановлением Президиума ВСНХ СССР, в ведении которого в этот период находился институт, был утверждён устав учреждения.
После образования учреждения до конца 1920-х годов в ведении института находились вопросы обогащения всех видов полезных ископаемых. С 1930-х годов Механобор специализировался уже только на технологии обогащения руд цветных, чёрных и редких металлов.
С началом Великой Отечественной войны в 1941 году институт был эвакуирован в Свердловск, где разместился в корпусах созданного там в 1929 году института Уралмеханобр. Обратно в Ленинград сотрудники вернулись только в 1944 году. С 1957 года институт получил статус Всесоюзного и стал называться научно-исследовательским и проектным институтом механической обработки полезных ископаемых «Механобр».
С 1924 года институт издавал сборники трудов, а с 1956 года — бюллетень «Обогащение руд» (6 номеров в год).
По состоянию на 1985 год, в состав института входили научная и проектная часть, специальное конструкторское бюро с собственным опытным производством, филиал в Мурманской области (Кольское отделение), а также очная и заочная аспирантура.
В разные периоды институт находился в ведении различных государственных ведомств:
- 1920—1923 — ВСНХ РСФСР
- 1923—1932 — ВСНХ СССР
- 1932—1940 — Наркомат тяжёлой промышленности СССР
- 1940—1946 — Наркомат чёрной и цветной металлургии СССР
- 1946—1948 — Министерство цветной металлургии СССР
- 1948—1950 — Министерство металлургической промышленности СССР
- 1950—1953 — Министерство цветной металлургии СССР
- 1953—1954 — Министерство металлургической промышленности СССР
- 1954—1957 — Министерство цветной металлургии СССР
- 1957—1960 — Госплан СССР
- 1960—1962 — Государственный научно-экономический совет СМ СССР
- 1962—1965 — Госкомитет по чёрной и цветной металлургии при Госплане СССР
- 1965—1977 — Министерство цветной металлургии СССР.

В начале 1990-х годов институт прекратил своё существование в прежнем виде. Организация прошла акционирование, на базе бывшего института были созданы акционерные общества «Научно-производственная корпорация „Механобр-техника“» и «Механобр инжиниринг».

## Награды и премии
- Орден Трудового Красного Знамени (1970)[2]